# 種牡馬

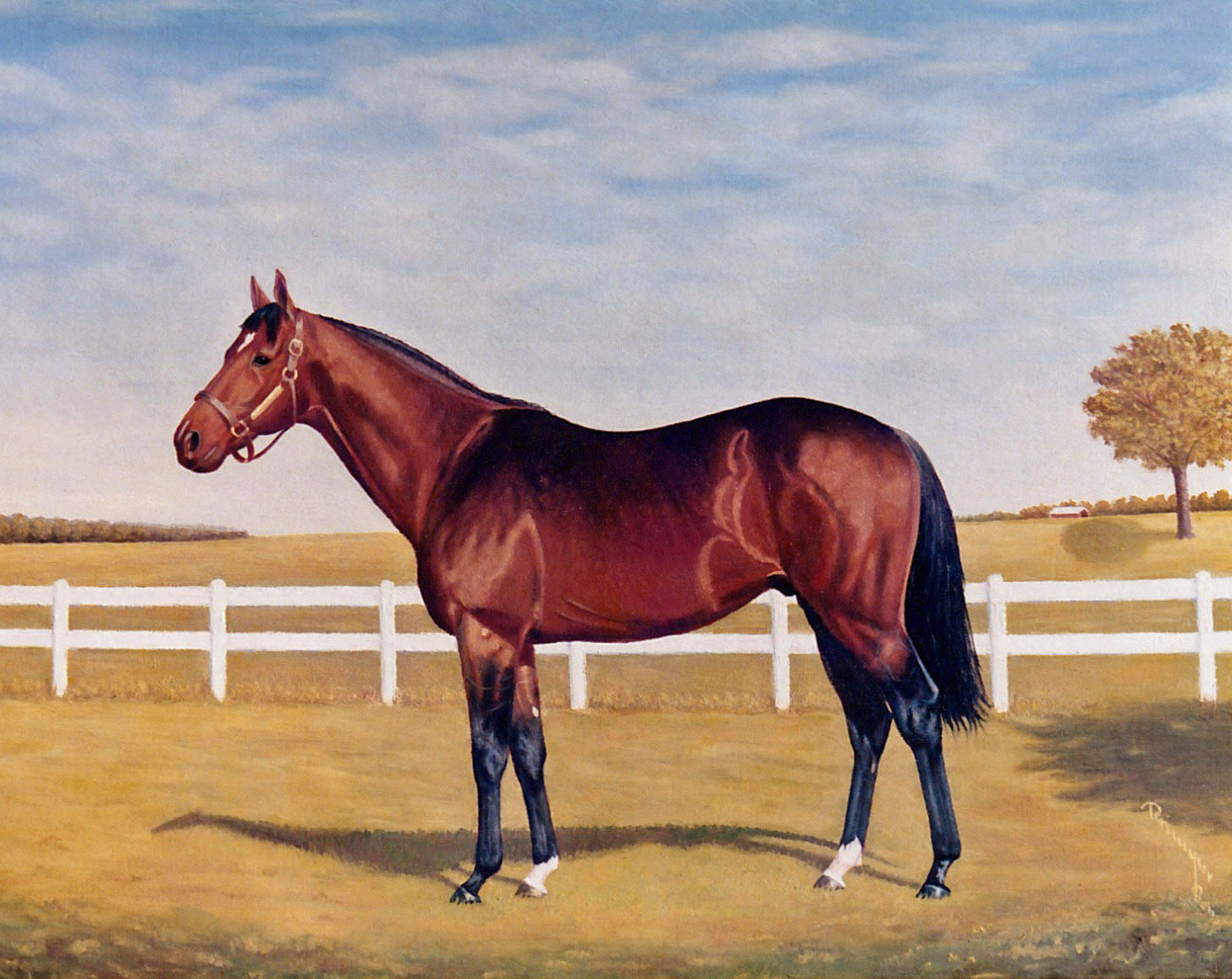
種牡馬

種牡馬（しゅぼば）とは、繁殖用の牡馬のこと。種馬（たねうま）や 種雄馬（しゅゆうば）ともいう。
牛、豚、羊などの畜産では優秀な種牡の精子を採出して凍結保存することが許されているが、競走馬に代表される馬産は一般的に人工授精や凍結精子の利用などによる人工的な妊娠手段を拒んでいる。凍結した精子は保存や運搬、売買が容易であるが、馬産においては常に生きた種牡馬が生きた繁殖牝馬（種牝馬）に直接交配をする必要がある。
したがって、優秀な種牡馬があっても繁殖牝馬にとって移動不可能な地域にいては交配ができないし、またいずれは寿命で死んでしまうため、生産界は常に新しい優秀な種牡馬を創出し発見する必要がある。また、競走馬の場合、交配が行われてから、子供が誕生して競走年齢に達して一定の成績が判定できるまでに4年から5年ほどの時間を要する事から、新しく種牡馬になったものが優秀であるかそうでないか判明するまでにタイムラグが生じる。
これらの事情により、種牡馬の市場は他の畜産市場よりも流動的である。
この項では主に競走用の種牡馬について説明する。乗用や食肉用の種牡馬では異なる点もある。

## 種牡馬市場

### 種牡馬になるまで
日本では、国内で競走を引退した競走馬、競走に出場していないが血統などから期待されて種牡馬になるもの、海外から輸入されるもの、などの経緯により新しく種牡馬となる。繁殖に用いられる馬については血統管理が必要とされているため、野生馬を捕獲して種牡馬（繁殖牝馬も）にするというようなことはない。当然、生殖機能を有してなければならないため（人工授精は認められない）、生殖機能を失った騸馬も種牡馬になる資格はない。生殖機能を有し、種牡馬になっても、何らかの事情によって生殖能力がないと判明する場合もある。
馬の品種によって登録を行う機関は異なるが、サラブレッドを含む軽種馬の場合は日本軽種馬登録協会が血統登録を行っており、新たにサラブレッドの種牡馬となるものは日本軽種馬登録協会で登録を受ける必要がある。

### 種牡馬の所有
種牡馬の所有者は、繁殖牝馬の所有者から種付料をとって交配させる。実績のある、人気の高い種牡馬ほど種付料は高額となり、日本国内の最高水準の種牡馬の場合、後述のように必ずしもすべてが額を公表されているわけではないが、公表されているものの中にも1000万円を超す種付料をとるものもいる。一方、人気のない種牡馬の場合、種付料を低く抑えたり、場合によっては無料や交配した繁殖牝馬の所有者に一定の金品を提供することで繁殖牝馬を集めようとする場合もある。この場合、種牡馬の所有は事業として行われるというよりは趣味として行われている場合が多い。また、かつては種付料は交配そのものに対する対価であり牝馬が妊娠に至らない場合でも返金されないのが通例であったが、1980年代から以下のような新しい種付料の支払い形式が登場した。
- 受胎条件 : 妊娠が判明した場合のみ種付料を支払う形式
- ライブフォール : 妊娠しても出産に至らず死産や流産だった場合種付料の一部や全部を返金する形式
- フリーリターン : 何らかの理由で産駒ができなかった場合に翌年同じ牝馬に限り（一部例外あり）無料で交配を認める形式。翌年のみの権利で翌年の種付けで産駒ができなくても権利は消滅する。
- 出生条件 : 産駒が正常に出生したときのみ種付料を支払う形式
- 牝馬出生無料 : 牝馬が出生した場合に限り種付料が無料となり、牡馬が出生した場合は通常通り種付料を支払う形式
- 実際に産駒が競走に出走した場合に種付料の支払いが発生する形式
- 種付料の一部または全部を分割で支払う形式

など、新しい形式が生まれている。なお、一時、ある種牡馬が、交配した牝馬の所有者に、景品として抽選で自動車をプレゼントするという広告を行ったが、これは禁止となった。
こうした新形式の登場の背景には、種付権の取引市場が確立されたという事情がある。かつての馬産界では繁殖牝馬の交配相手の選別、種付料の支払いから産駒の誕生に至るまでは不確定要素が多く、当事者にとって賭けとも言える大変大きなリスクをはらんでいた。しかし、1970年代の米国にノーザンダンサーが種牡馬として登場すると、その産駒は安定して優秀な成績を出すと考えられて、ノーザンダンサーの種付を行う事は賭けであるというよりは投資であるとみなされるようになった。

### シンジケート
このようなリスクを分散させるために、現在、高額で人気のある種牡馬は個人が所有するよりも、シンジケートと呼ばれる法人による所有が一般的である。この法人は種牡馬の種付権を株に分割してシンジケートの構成員がそれぞれ所有し、株の売買は一般的に自由である。現在シンジケートは60口で構成されるのが通例である。例えばディープインパクトの場合は1口8500万円で60口、総額51億円でシンジケートが組まれたといわれている。この場合、仮に種牡馬の所有を単独で行った場合は一人で51億円ものリスクを負うことになるが、シンジケートを組む事で一人あたりのリスクは8500万円に抑える事ができるというメリットがあり、この手法によって従来では考えられなかったような高額の種牡馬の売買が可能になった。
株の名義者は、1株につき毎年1頭の交配権利を有すると共に、種牡馬の維持のためのさまざまな経費を持分に応じて分割して負担する。株は売買も可能で、そのための市場も存在する。株の売買は、株の所有権を完全に売買するもの（本株）、単年度の権利に限って売買するもの（シーズン株、ノミネーション）がある。60口のシンジケートを組んだ種牡馬でも毎年60頭以上の種付が行われる場合があり、これを余勢という。余勢種付によって得られた利益は株の所有者に分配される。株の所有者は株主総会を開いてこうした余勢の数を決めるなどの運営を行うが、種牡馬の価値が低下した場合はシンジケートが解散され、種牡馬が売却される場合もある。
種付料の価格はシンジケートが組まれる場合や市場で種付権が売買される場合、種牡馬所有者によって公表される場合もあるが、公表されない場合もあり、この場合種付料はプライベートと表示される。プライベートの設定になっている種牡馬の種付を希望する者は、種牡馬の所有者と種付料について直接交渉することになる。この場合種牡馬の所有者は、種付数や種付料を自由に設定でき、例えば300万円以上の種付料を提示した申込者にはすべて応じるとか、ある者には200万円だが別の者には250万円で種付させるとかといったことが可能である。ただし相当な人気種牡馬でなければこのような手法は通用しない。
このような種付権の売買市場と売買手法は1970年代から1980年代の米国で急速に発達し、米国とヨーロッパとの大陸間の種付権や種牡馬の売買も活発化して、グレード制・グループ制と呼ばれる競走の統一格付も生み出された。また、種牡馬の価値を高める手段としてマーケティングの手法が導入されることにより、新しい種牡馬が登場してからその産駒が走り始めて真価が判明するまで5年程度要するにもかかわらず、2年や3年といったもっと短いサイクルで種牡馬の淘汰が行われるようになった。こうした事情により、米国ではサラブレッド取引が投機化し、1000万ドルを超す巨額の取引も行われるようになった。
日本でも1980年代から社台グループがこの手法を積極的に取り入れて大成功し、バブル期にはCBスタッドが種牡馬のテレビコマーシャルを放映した。

### 種牡馬の選定
サラブレッドやアングロアラブなど、競走馬として主に用いられる種の場合、競馬開催の根本に優秀な種を選別するという目的があることから、基本的に競走成績優秀馬が種牡馬になっている。ただし、競走成績が優秀でなくとも、優秀な身体能力を持っていると判断されたり活躍馬の近親など血統が優れているなどの要因があると種牡馬になることも多い。
成績優秀であるからといっても必ず良い産駒が生まれるとは限らない。競走馬時代は大活躍したオグリキャップが引退後種牡馬となったが、スターホースということで当時は話題となり種付けの申し込み数も多かった。しかし産駒の成績が芳しくなく、近年は勝ち馬（ある競走を勝ち上がる競走馬）どころかその血を持つ馬ですら見ることは珍しい。また、ラムタラはその優れた競走成績から、44億円という当時としては最高額のシンジケートが組まれたが、これといった活躍馬を出すことができず、購入時から大幅に値を下げて売却されている。
また、種牡馬は生産界からの需要の問題もあり、一概に実績を残せば種牡馬になれる訳ではない。2000年以降でも、交流GI・JpnI計7勝をあげたブルーコンコルド、菊花賞・メルボルンカップを優勝したデルタブルース、GI・JpnI含め3勝したサクセスブロッケンなどは引退後に種牡馬入りしていない。
逆に全く競走成績の伴わなかった馬が種牡馬として大成することもある。有名な例はミルジョージ（1989年度全国リーディングサイアー）である。また、競走実績もなくミルジョージの代替的な存在として扱われていたが、GI馬4頭を出したマグニテュード、牧場所有の当て馬兼種牡馬でありながら、優駿牝馬（オークス）の優勝馬コスモドリームを出したブゼンダイオーのような例もある。近年では、競走不出走のエイシンサンディが、地方競馬で数多くの重賞優勝馬を出している例がある。
海外での例としてはダンジグやミスタープロスペクターが有名で、成功という領域を越え、もはや世界的な大種牡馬と呼ばれるまでになっている。
これらの新種牡馬の種付け配合の参考にしてもらうために、毎年2月ごろ、北海道日高地域を中心とした馬産地の牧場を会場として、新種牡馬展示会「スタリオン・パレード」が行われている。

### 種牡馬の淘汰
日本国内の軽種の種牡馬の総頭数は1991年には600頭を超えていたが、2004年には320頭あまりにまで減少した。種牡馬の数が減るという状況は優秀な種への選別が進んでいると考えることもできるが、多様性が失われてつまらないと感じる者もいる。
種牡馬の数が減った原因は、バブル景気の後退、地方競馬の廃止縮小、地方競馬におけるアラブ競走の廃止縮小等が考えられるが、一方、馬医療の進歩で多頭数の種付が容易になったこともあげられる。
1980年代頃までは一般に1頭の種牡馬が1シーズンに種付する牝馬の数は多い場合でも50から80頭程度であった。（もちろん例外もあり、セイユウやミルジョージは100頭を超える牝馬に交配した年度もある。）1度の種付で牝馬が妊娠に至らない場合は再度種付が試みられる事もあるため、実際の交配試行数はこの数を上回る。種付のシーズンは春に限られるため、人気種牡馬は多い場合で1日に数頭の牝馬に交配することになり、これは種牡馬にとって大変な負担となるため、一般的には過剰な交配は避けられてきた。実際に種付けの際に心臓発作などで死亡した種牡馬は枚挙に暇がなく、近年ではメジロアルダンやメジロブライトなどが種付時に死亡している。
1990年代から、牝馬の発情状態を正確に把握する技術が進歩し、1回の交配での種牡馬の負担が減った事などにより、1シーズンに100頭を超す牝馬と交配する種牡馬が出現した。1993年に種牡馬になったミュージックタイムはGIIをひとつ勝った程度の成績であったが血統の良さを買われて初年度から132頭の繁殖牝馬を集める人気種牡馬となり、初期の産駒からサプライズパワーが登場して地方競馬で活躍すると、1997年には145頭の牝馬を集めるに至った。
それまでは、あまり多くの交配を行うと「種牡馬の遺伝の活力が損なわれ優秀な産駒ができなくなる」、「種牡馬の寿命を縮める」、といった俗説が通用していたり、交配数を制限して稀少価値を高めたほうが種付料の市場における総和が高まると考えられていた。しかし、1993年に社台グループの総帥であった吉田善哉が死去し、吉田照哉を中心としてグループの再編が行われると、方針転換が行われて社台グループに属する種牡馬は軒並み100頭を大きく超す牝馬を集めるに至った。ミュージックタイムはその第1号である。1995年以降、サンデーサイレンスは183頭、フジキセキが171頭、トニービンが159頭、ダンスインザダークは164頭、サマーサスピションが157頭、タヤスツヨシが145頭、グルームダンサーが143頭、ジェイドロバリーが142頭と、従来の倍ほどの交配数を集めている。社台グループ以外でもシアトルダンサーIIが151頭、コマンダーインチーフが130頭など、交配数は増加している。視点を変えると、そのぶんだけ他の種牡馬の交配数が減少しており、寡占化が進み、種牡馬の淘汰が行われて種牡馬の総数が減っている。また日本では欧米と比較して極端に狭い地域に馬産が集中している事で、このような寡占が発生しやすい状況にある。

#### 淘汰における問題
実績を残せなかった種牡馬は廃用となる。ただし内国産種牡馬や外国産馬として日本で現役生活を行った馬の場合は廃用となってもファンの厚意等によって余生を送ることができることが多い。特に中央競馬の重賞競走を勝った馬の場合は、軽種馬育成調教センターの功労馬繋養展示事業による助成制度も用意されている。
しかし、輸入種牡馬の場合はそのような保護制度が無く、ファンの愛着も高くないことが多い為ぞんざいに扱われることが多い。ラムタラやピルサドスキーのように売却され別の国で種牡馬を続けることもあるものの、場合によってはファーディナンドのように用途変更後に行方不明となり、殺処分された可能性が高い例等がある。
2005年の生産統計によれば、日本は、アメリカ（約34000頭）、オーストラリア（約17200頭）、アイルランド（約11800頭）に次いでサラブレッドの生産頭数が多く、アルゼンチン（約6800頭）、イギリス（約6000頭）、フランス（約5300頭）、ニュージーランド（約4600頭）などを超える約7900頭を生産する世界有数のサラブレッド生産大国である。一方で、これら諸外国と比べると、馬産地は極端に狭い地域に集中している。このため、広い大陸に生産地が散在している諸外国と比較して、人気のある種牡馬には特に集中が起こりやすく、種牡馬の寡占が発生しやすい状況である。また、日本の高い経済力に下支えされた馬産界は、欧米と比べて旺盛な購買力があり、特にバブル期には世界中から名馬を購入していた。バブルの崩壊とオイルマネーの台頭、そしてヨーロッパで大活躍するサドラーズウェルズの仔が日本ではさほどの実績をあげられず日本には不向きであると考えられるようになるなど、近年では種牡馬として日本の競馬への適性がより重要視されることもありこうした傾向はピークを過ぎた。このような海外からの優秀な血の輸入、そしてその中での失敗の経験、その経験に基づく日本の競馬への適性重視の重要性を生産者側に知らしめたことは、1990年代の日本競馬のレベルの向上に大きく貢献していることは確かである。
過去には例えば1970年代以降、競馬ブームが加熱する中で、テスコボーイ、ミルジョージ等が成功すると、その父であるプリンスリーギフト、ミルリーフの子をさまざまな事業者が次々と輸入し、結果的にこれらの一流の産駒のほとんどは日本に輸入されるという事態となった。これらの中には期待通りの成功をおさめたものもいるし、期待はずれに終わったものもいるが、現在ではテスコボーイ系のビッグアーサー等の父系ラインに僅かに残る程度である。
しかし、例えばイギリスで代々細々と受け継がれてきた系統の末裔であるアウザールを輸入し種牡馬として失敗したときに、本国でこの系統がほとんど断絶してしまう状況をみて、日本のこのような「買い漁り」に対して批判がされることがある。また同時に、（市場原理や競走馬の能力向上を目指すといった観点は別として）輸入種牡馬によって市場競争に敗れてしまう日本産の種牡馬を保護するべきだとの観点からの批判も繰り返し行われてきている。
非流行の血統の種牡馬や、数代にわたって日本で生産されてきた日本の競馬ファンに馴染み深い種牡馬が、市場原理や競争原理によって淘汰されてしまう状況に対して批判がなされる場合は、これらの批判はしばしば、競走馬の配合には主流血統だけではなくて非主流血統も組み入れることが能力向上に有効であるとの疑似科学な考え方に基づいている。そうでない場合にも、優勝劣敗原則に基づいて能力の優れた種牡馬を残してそうでないものを淘汰するだけでなく、細々とでも父系子孫の代を重ねていく（「サイアーラインをつなげていく」）ことも必要であるという、文化的な考え方に基づいた批判である場合もある。
しかし近年では、1990年に輸入後、日本ローカルの父系として定着したサンデーサイレンス系等の種牡馬が輸出・シャトルとして送られた先で成功し、シャトル繋養先のニュージーランドで2022/2023年シーズン(2022年8月～2023年7月期)における2歳リーディングサイアーとなったサトノアラジンが出現する等、日本生産馬の種牡馬が海外において成功しているように、逆に日本ローカルの父系子孫を海外へと広めつつある。
また日本に限らず、自国で馬産を行っているあらゆる国では、たとえリーディングサイアーになったほどの実績のある種牡馬でも、断絶してしまったり断絶寸前にある血統もあり、かつて流行した血統や実績のあった種牡馬で現在も父系子孫が存続している血統は僅かである。

## 用語

### ファーストクロップ
産駒の最初世代の総称である。ファーストクロップの産駒を対象としたファーストシーズンリーディングサイアーというランキングもある。

### ラストクロップ
産駒の最終世代の総称である。

## 種牡馬の種類

### リース種牡馬
国外などから期間限定でレンタルされた種牡馬のこと。主に海外の一流種牡馬をリースする。日本へリースされた馬の代表例にデインヒル、パントレセレブル、ラストタイクーンなど。
ロックオブジブラルタルも当初の予定に反して結果的に1年のみの日本供用となった。

### シャトル種牡馬
馬の種付けは春に行うため、北半球と南半球の季節のずれを利用し1年に2期種付けを行う種牡馬のこと。代表例はラストタイクーン、デインヒル。日本では1997年に初めて試みられ、以降輸出が相次いでいる。

#### 日本のシャトル種牡馬のリスト
1997年
カーネギー、グルームダンサー、ヘクタープロテクター、ペンタイア、ロドリゴデトリアーノ、ワージブ
2000年
エンドスウィープ、カーネギー、ジェイドロバリー、ジェネラス、シンコウキング、タヤスツヨシ、ティンバーカントリー、ドリームウェル、バブルガムフェロー、フジキセキ、ブロッコ、ペンタイア
2001年
アグネスワールド、ウェイオブライト、エンドスウィープ、カーネギー、サマーサスピション、ジェイドロバリー、ジェニュイン、ジェネラス、スキーキャプテン、タヤスツヨシ、チーフベアハート、フジキセキ、ペンタイア
2002年
ウェイオブライト、カーネギー、ジェニュイン、タヤスツヨシ、チーフベアハート、デヒア、フジキセキ、ブラックホーク、ブロッコ
2003年
ウェイオブライト、エリシオ、グラスワンダー、ジェニュイン、ジャングルポケット、チーフベアハート、デヒア、ブラックタキシード、ブラックホーク、フレンチデピュティ、ペンタイア
2004年
アグネスワールド、ウェイオブライト、グラスワンダー、グランデラ、ジャングルポケット、デヒア、トワイニング、ファルブラヴ、ブラックタキシード、ブラックホーク、フレンチデピュティ
2005年
ウェイオブライト、グラスワンダー、グランデラ、ジャングルポケット、タヤスツヨシ、デザートキング、デヒア、ブラックホーク、フレンチデピュティ
2006年
グラスワンダー、グランデラ、ジャングルポケット、ストラヴィンスキー、ゼンノロブロイ、タヤスツヨシ、ティンバーカントリー、デザートキング、ファルブラヴ、ブラックタキシード、ブラックホーク
2007年
馬インフルエンザの影響もあって見送られた馬も多い。
グランデラ、ジャングルポケット、ストラヴィンスキー、スニッツェル、ゼンノロブロイ、ブラックホーク
2008年
馬インフルエンザの影響で日本に帰国できず、北半球シーズンの供用を停止した馬も出たため、この年以降からシンジケート所有の種牡馬は見送られる傾向にある。
2009年
スタチューオブリバティ、ストラヴィンスキー
2011年
スタチューオブリバティ、ストラヴィンスキー
2016年
リアルインパクト
2017年
リアルインパクト、モーリス、ミッキーアイル
2018年
リアルインパクト、モーリス、ミッキーアイル、サトノアラジン
2019年
リアルスティール、モーリス、ミッキーアイル、サトノアラジン
2020年
新型コロナウイルス感染拡大の影響を受けてこの年は見送られた。
2021年
モーリス、アドマイヤマーズ、サトノアラジン
2022年
モーリス、アドマイヤマーズ、サトノアラジン
2023年
モーリス、アドマイヤマーズ、サトノアラジン
2024年
モーリス、アドマイヤマーズ、ベンバトル、パンサラッサ、サトノアラジン
2025年
モーリス、ベンバトル、パンサラッサ、サトノアラジン

### 内国産種牡馬
日本国内で生産された種牡馬のこと。産駒は父内国産馬として扱われ、父内国産馬奨励賞などの附加賞金や父内国産馬限定レースへの出走権が与えられた。持込馬も内国産扱いである。代表例は、ニホンピロウイナー、サクラユタカオー、ダンスインザダーク、アグネスタキオンなど。かつては内国産種牡馬が冷遇された時代が長く続き、2007年まではリーディングサイアーを獲得した内国産種牡馬はクモハタとアローエクスプレスの2頭のみだった。だが2008年にアグネスタキオンがリーディングサイアーとなって以降、マンハッタンカフェ、キングカメハメハ、ディープインパクトと内国産種牡馬が次々とリーディングサイアーを獲得している。このような流れを受けてJRAは2007年に父内国産馬奨励賞、2008年に父内国産馬限定競走を廃止した。

### 代替種牡馬
特定の種牡馬が人気となった場合、おのずと種付け料の高騰や、種付け頭数の増加による受付終了（ブックフルとも呼ばれる）が起こる場合が少なくない。その対応策として導入される、人気種牡馬に似た血統構成の種牡馬を指して代替種牡馬と呼ぶ。ただし代替種牡馬が一概に代用として扱われ続けたわけではなく、代替種牡馬の方が高い実績を残した例もある。
なお代替種牡馬の導入の経緯には様々な事情があり、以下にその代表的な例を挙げる。
ブライアンズタイム
当初いとこにあたるサンシャインフォーエヴァーの導入を検討していたが購入に失敗し、その代替種牡馬として輸入された。父馬は同じロベルト、母馬も同じくグロースタークを父に持つ全姉妹と極めて近い血統構成である。後年サンシャインフォーエヴァーも日本に輸入されているが、産駒成績はブライアンズタイムが圧倒的に上回っており、代替種牡馬がいわば「本家」に勝る評価を得るに至った稀有な例である。
ヤマニンスキー、ラシアンルーブル
マルゼンスキーの代替種牡馬。父ニジンスキー、母の父バックパサーという共通点を持ち、しかもラシアンルーブルは祖母の父もマルゼンスキーと同じプリンスキロである。両馬の競走成績は一流とは言い難いものだったが、ともに種牡馬としてGI馬を出し、まずまずの実績を残している。
マグニテュード
当時次々に活躍馬を送り出し、種付け料が高騰していたミルジョージの代替種牡馬として扱われていた。両馬ともに父馬は凱旋門賞などGI6勝を挙げたミルリーフ。ただしマグニテュードは母馬のアルテッスロワイヤルもオークスなどGI2勝を挙げた活躍馬であり、血統的背景においては超一流ともいえる良血である。当馬の代表産駒であるミホノブルボンは、母の父シャレーもダンディルートの代替種牡馬であったエピソードは有名。
ミシックトライブ
エルコンドルパサーやキングカメハメハなど日本で産駒の活躍が目立つキングマンボは名門レーンズエンドファームのエース格で国内導入の可能性は極めて低かった。そこでフランスで1戦未勝利だったキングマンボの全弟である本馬をアロースタッドが購入したが、キングマンボどころか他の不人気種牡馬と比べても見劣りするほどまったく実績をあげることができず、2008年に廃用となった。ただし、母の父としてはJBCスプリント勝ち馬のコーリンベリーを出している。同じくキングマンボの全弟であるミエスクズサンは北米で供用されマイル前後を中心に活躍馬を輩出している。
フジキセキの様に、実績のある期待馬が故障した際に、即座に種牡馬入りが選択されたことや、エイシンサンディ等実績に関係なく、これらサンデーサイレンスの初期産駒がこぞって種牡馬になったのも、代替種牡馬としての需要があったためである。特にサンデーサイレンスは種付けが極めて高額であったため、この傾向が顕著であった。（サンデーサイレンスは2002年に死亡しており、フジキセキは種牡馬実績からもすでに代替種牡馬ではなく後継種牡馬という位置づけにあった。）
ブライアンズタイムのように本物以上の成功を収めることや、リーズナブルな種付料と成績を比較するとまずまずの成功を収める馬もあるが、一般に競走実績がなく血統だけで種牡馬になったタイプの馬は、相応の実績を挙げない限りは種付の申込数はそれほど増えることはない。むしろ種付は年々減っていき、毎年デビューする競走馬も数少なくなっていくため、ミシックトライブのように結果が付いてこないまま埋もれていく場合の方が多い。前述のエイシンサンディは、代替種牡馬としてはミツアキサイレンスやエイシンテンダーを輩出し実績をあげている。
ディープインパクトの代替種牡馬であるブラックタイド（全兄）とオンファイア（全弟）はその好例である。ディープインパクトは初年度2007年から種付け料が1200万（2016年は3000万）と高額で、G3で3着が1回のみのオンファイアに代替需要が発生し、初年度2007年には153頭もの種付けを行った。しかし、その後ウキヨノカゼ等の活躍馬は出るものの全体として成績が悪く、2009年に種牡馬入りした全兄ブラックタイドに代替需要が奪われたこともあり伸び悩んでいる。一方、自身に重賞実績のあるブラックタイドはファーストシーズンサイアーランキングで1位となり、キタサンブラック等活躍馬が多数出現した。2015年には種付け数が194頭に達し、2009年に受胎条件で50万だった種付け料が2016年には300万にまで高騰している。単に高額な種付け料やBookFullだけの問題ではなく、馬格の小さいディープインパクトを交配することにリスクがある小型の繁殖牝馬向け需要も代替している。

## 主な日本繋養種牡馬
括弧内は2024年の順位（JRAのみの成績）と主な産駒。産駒はGI(G1)勝利馬のみ表記。
馬名の表記についてはすべてカタカナ表記にする場合もあるが、ウィキペディアでは「日本で競走に走った馬」 ならびに「日本に繁殖で輸入された馬」はカタカナ表記、それ以外の日本に輸入されていない競走馬は英語表記とする（このルールは以後検討課題である）。また、ここでは日本に輸入された種牡馬に対してアスタリスクをつけている。

### 現役種牡馬
- キズナ（1 アカイイト、ソングライン、ジャスティンミラノ）
- ロードカナロア （2 アーモンドアイ、サートゥルナーリア、パンサラッサ、 ベラジオオペラ）
- エピファネイア（3 デアリングタクト、エフフォーリア、ブローザホーン、ダノンデサイル）
- モーリス　(6 ピクシーナイト、Hitotsu、Mazu、ジャックドール）
- ルーラーシップ（7 キセキ、メールドグラース、ソウルラッシュ、ヘデントール）
- *ハービンジャー（8 ブラストワンピース、ノームコア、ナミュール、チェルヴィニア）
- *ドレフォン（9 ジオグリフ）
- キタサンブラック（11 イクイノックス、エコロデュエル、ソールオリエンス、クロワデュノール）
- スワーヴリチャード（12 レガレイラ、アーバンシック）
- リオンディーズ（13 テーオーロイヤル、ミュージアムマイル）
- ゴールドシップ（15 ユーバーレーベン、マイネルグロン、メイショウタバル）
- リアルスティール（16 フォーエバーヤング）
- *ヘニーヒューズ　(17 Beholder、アジアエクスプレス、モーニン）
- ジャスタウェイ（18 ダノンザキッド）
- ミッキーアイル（20）
- イスラボニータ（21）
- *シニスターミニスター（22 テーオーケインズ）
- サトノダイヤモンド（23）
- シルバーステート（24）
- ビッグアーサー（25）
- オルフェーヴル（28 ラッキーライラック、エポカドーロ、マルシュロレーヌ、ウシュバテソーロ）
- リアルインパクト（41 ラウダシオン）
- ブラックタイド（48 キタサンブラック、カムニャック）
- アドマイヤマーズ（80 エンブロイダリー）
- エイシンフラッシュ（83 ヴェラアズール）
- タワーオブロンドン（92 パンジャタワー）

### 引退種牡馬
- アグネスタキオン（ダイワスカーレット、キャプテントゥーレ、ディープスカイ、リトルアマポーラ）
- アドマイヤベガ（テイエムドラゴン、キストゥヘヴン、ブルーメンブラッド）
- アドマイヤムーン（セイウンコウセイ、ファインニードル）
- アンバーシャダイ（メジロライアン）
- エルコンドルパサー（ヴァーミリアン、ソングオブウインド、アロンダイト）
- オペラハウス（テイエムオペラオー、スプリングゲント、メイショウサムソン、マジェスティバイオ）
- キングカメハメハ（19 アパパネ、ロードカナロア、ドゥラメンテ、レイデオロ）
- キングヘイロー（カワカミプリンセス、ローレルゲレイロ）
- グラスワンダー（マルカラスカル、スクリーンヒーロー、アーネストリー、セイウンワンダー）
- クロフネ（スリープレスナイト、カレンチャン、ソダシ、ママコチャ）
- ゴールドアリュール（エスポワールシチー、コパノリッキー、ゴールドドリーム、クリソベリル）[6]
- サクラバクシンオー（ブランディス、ショウナンカンプ、グランプリボス、ビッグアーサー）
- サクラユタカオー（サクラバクシンオー、サクラキャンドル、エアジハード、ウメノファイバー）
- サッカーボーイ（ナリタトップロード、ティコティコタック、ヒシミラクル）
- ジャングルポケット（ジャガーメイル、トールポピー、オウケンブルースリ、トーセンジョーダン）
- シンザン（ミホシンザン）
- シンボリクリスエス（サクセスブロッケン、ストロングリターン、エピファネイア、ルヴァンスレーヴ）
- シンボリルドルフ（トウカイテイオー）
- スクリーンヒーロー（32 モーリス、ゴールドアクター、ウインマリリン）
- スズカマンボ（サンビスタ、メイショウマンボ、メイショウダッサイ）
- ステイゴールド（ドリームジャーニー、オルフェーヴル、ゴールドシップ、オジュウチョウサン）
- スペシャルウィーク（シーザリオ、ブエナビスタ、ローマンレジェンド、トーホウジャッカル）
- ゼンノロブロイ（サンテミリオン）
- タイキシャトル（ウインクリューガー、メイショウボーラー）
- ダイワメジャー（14 レーヌミノル、アドマイヤマーズ、Double Major、アスコリピチェーノ）
- タニノギムレット（ウオッカ）
- ダンスインザダーク（ツルマルボーイ、ザッツザプレンティ、デルタブルース、スリーロールス）
- ディープインパクト（10 ジェンティルドンナ、グランアレグリア、コントレイル、Auguste Rodin）
- トウショウボーイ（ミスターシービー、アラホウトク、ダイイチルビー、シスタートウショウ）
- ドゥラメンテ（4 タイトルホルダー、スターズオンアース、リバティアイランド、ドゥレッツァ）
- ネオユニヴァース（ロジユニヴァース、アンライバルド、ヴィクトワールピサ、ネオリアリズム）
- ハーツクライ（5 ジャスタウェイ、リスグラシュー、スワーヴリチャード、ドウデュース）
- フジキセキ（カネヒキリ、Sun Classique、ストレイトガール、イスラボニータ）
- マルゼンスキー（スズカコバン、サクラチヨノオー、レオダーバン）
- マンハッタンカフェ（レッドディザイア、ヒルノダムール、クイーンズリング、グレープブランデー）
- メジロティターン（メジロマックイーン）
- メジロライアン（メジロブライト、メジロドーベル）
- *エンドスウィープ（*スウェプトオーヴァーボード、スイープトウショウ、ラインクラフト 、アドマイヤムーン）
- *サンデーサイレンス（スペシャルウィーク、ゼンノロブロイ、ダイワメジャー、ディープインパクト）
- *スウェプトオーヴァーボード（レッドファルクス、オメガパヒューム）
- *ダンシングキャップ（オグリキャップ）
- *ティンバーカントリー（ギルデッドエージ、アドマイヤドン、Balletto、Eremein）
- *テスコボーイ（サクラユタカオー）
- *トニービン（ベガ、エアグルーヴ、ジャングルポケット、ノースフライト）
- *ノーザンテースト（ギャロップダイナ、ダイナガリバー、アドラーブル、ビッグテースト）
- *パーソロン（シンボリルドルフ）
- *バゴ（ビッグウィーク、クロノジェネシス）
- *ブライアンズタイム（ナリタブライアン、マヤノトップガン、サニーブライアン、ファレノプシス）
- *フレンチデピュティ（Left Bank、クロフネ、アドマイヤジュピタ、サウンドトゥルー）
- *モガミ（シリウスシンボリ、メジロラモーヌ、レガシーワールド、ブゼンキャンドル）
- *ミルジョージ（イナリワン、オサイチジョージ、エイシンサニー、リンデンリリー）
- *リアルシャダイ（シャダイカグラ、イブキマイカグラ、ライスシャワー）

## 主な外国繋養種牡馬
日本に輸入された馬に対してアスタリスクをつけている。また、後に日本に輸入された馬であっても種牡馬入りしたのが外国であればこちらに表記する。
- A.P.Indy （Rags to Riches）
- *Danehill （Dylan Thomas）
- Danzig （*Danehill）
- Deputy Minister （Awesome Again）
- Devil's Bag （タイキシャトル）
- *Empire Maker（Royal Delta）
- *Forty Niner （Editor's Note）
- Frankel （Alpinista）
- Galileo （Frankel）
- Giant's Causeway （Shamardal）
- Kingmambo （Lemon Drop Kid）
- Montjeu （Hurricane Run）
- Nijinsky （*Lammtarra）
- Nureyev （Miesque）
- Sadler's Wells （Montjeu）
- Seeking the Gold （Dubai Millennium）
- Smart Strike[7] （Curlin）
- Storm Cat （Giant's Causeway）

### 歴史的種牡馬
三大始祖
- Godolphin Arabian （Cade）
- Darley Arabian （Flying Childers）
- Byerley Turk （特になし）

主な歴史上の種牡馬
「SW」はステークス勝ち馬の頭数とその割合、「CS」はチャンピオンサイアー、「CBS」はチャンピオンブルードメアサイアー。
- Matchem （Conductor）
- Herod （Highflyer）
- Eclipse （Potoooooooo）
- Highflyer （Sir Peter Teazle）
- St. Simon SW107頭(25%)、英愛CS9回、英愛CBS6回
- Hyperion SW118頭(22%)、英愛CS6回、英愛CBS4回
- Nearco SW87頭(18%)、英愛3回、英愛CBS3回
- Nasrullah SW84頭(20%)、米CS5回、英愛CS1回
- Bold Ruler SW88頭(22%)、米CS8回
- Northern Dancer SW147頭(23%)、英愛CS5回、米CS1回、米CBS1回
- Mr. Prospector SW180頭(15%)、米CS2回、米CBS9回
- Sadler's Wells SW323頭(15%)、英愛CS14回、仏CS3回、米CS1回、英愛CBS7回、米CBS3回

## 主な種牡馬繋養牧場

### 日本
- アロースタッド（北海道新ひだか町）
- イーストスタッド（北海道浦河町）
- 社台スタリオンステーション（北海道安平町）
- 太平洋ナショナルスタッド（北海道新冠町）
- ダーレー・ジャパン（北海道日高町）
- トヨサトスタリオンセンター（北海道日高町）
- 日本軽種馬協会静内種馬場（北海道新ひだか町）
- 日本軽種馬協会胆振種馬場（北海道白老町）
- 日本軽種馬協会七戸種馬場（青森県七戸町）
- 日本軽種馬協会九州種馬場（鹿児島県大崎町）
- 白馬牧場(北海道新冠町)
- 日高スタリオンステーション（北海道浦河町）
- ビッグレッドファーム（北海道新冠町）
- ブリーダーズ・スタリオン・ステーション（北海道日高町）
- 優駿スタリオンステーション（北海道新冠町）
- レックススタッド（北海道新ひだか町）
- ヴェルサイユファーム（北海道日高町）

### アメリカ合衆国
- アッシュフォードスタッド（ケンタッキー州）
- アデナスプリングズ（ケンタッキー州、メリーランド州）
- ウインスターファーム（ケンタッキー州）
- ウォルマックファーム（ケンタッキー州）
- ムーンレイクファーム（ルイジアナ州）
- ハリケーンホールファーム（ケンタッキー州）
- エアドリースタッド（ケンタッキー州）
- オーバーブルックファーム（ケンタッキー州）
- カルメットファーム（ケンタッキー州）
- クレイボーンファーム（ケンタッキー州）
- ゲインズウェイファーム（ケンタッキー州）
- ジュドモントファーム（ケンタッキー州）
- シャドウェルファーム（ケンタッキー州）
- ジョナベルファーム（ケンタッキー州）
- スペンドスリフトファーム（ケンタッキー州、ニューヨーク州、ルイジアナ州）
- スリーチムニーズファーム（ケンタッキー州）
- テイラーメイドファーム（ケンタッキー州）
- ブルックデールファーム（ケンタッキー州）
- マガリファーム（カリフォルニア州）
- マクマホン・オブ・サラトガ・サラブレッズ（ニューヨーク州）
- ラムホールサウス（フロリダ州）
- レーンズエンドファーム（ケンタッキー州、テキサス州）
- バレナビスタファーム（カリフォルニア州）
- クリアクリークスタッド（ルイジアナ州）
- クレストウッドファーム（ケンタッキー州）
- ダービーダンファーム（ケンタッキー州）
- エリートサラブレッズ（ルイジアナ州）
- ゴーストリッジファーム（ペンシルベニア州）
- ゴッドストーンファーム（ペンシルベニア州）
- ハリスファーム（カリフォルニア州）
- ハートリーディレンツォサラブレッズ（フロリダ州）
- ヒルンデイルファーム（ケンタッキー州）
- ジャーニーマンスタッド（フロリダ州）
- キーンスタッド（ニューヨーク州）
- レメサスタリオンズ（ルイジアナ州）
- マーゴーファーム（ケンタッキー州）
- ミルファーファーム（ニューヨーク州）
- ミレニアムファーム（ケンタッキー州）
- ネイリーファーム（ウェストバージニア州）
- ノースビュースタリオンステーション（メリーランド州、ペンシルベニア州）
- オカラスタッド（フロリダ州）
- オサリバンファーム（ウェストバージニア州）
- ピンオークレインファーム（ペンシルベニア州）
- ピンオークスタッド（ケンタッキー州）
- クエストロイヤルスタッド（ニューヨーク州）
- ランチョ・サン・ミゲル（カリフォルニア州）
- リッチランドヒルズ（ケンタッキー州）
- ライダーリバーリッジファーム（ルイジアナ州）
- シークウェルスタリオンズ（フロリダ州）
- シャムロックファーム（メリーランド州）
- シグネイチャースタリオンズ（フロリダ州）
- スペシャル・T・サラブレッズ（カリフォルニア州）
- スティルクリークファーム（インディアナ州）
- ストーンウォールファーム（ケンタッキー州）
- ヴィクトリーローズサラブレッズ（カリフォルニア州）
- ヴァイネリースタッド（ケンタッキー州、フロリダ州、ニューヨーク州）
- ウインディングオークスファーム（フロリダ州）
- ウインターグリーンスタリオンステーション（ケンタッキー州）

### カナダ
- ウインドフィールズファーム（オンタリオ州）
- アデナスプリングズ（オンタリオ州、マニトバ州、アルバータ州）
- アスコットスタッド（オンタリオ州）
- パークスタッド（オンタリオ州）

### イギリス
- シャドウェルスタッド（ノーフォーク州）
- ダルハムホールスタッド（サフォーク州）
- チェヴァリーパークスタッド（サフォーク州）
- ナショナルスタッド（サフォーク州）
- バンステッドマナースタッド
- ランウェイズスタッド（サフォーク州）
- ベアストーンスタッド
- デイリーハウススタッド
- イーストバーローファーム
- ハイクレアスタッド
- ロンドンサラブレッドサービス
- ミックリースタッド
- ノーマンコートスタッド
- プランテーションスタッド
- ツイーンヒルズスタッド
- ヨートンファーム

### アイルランド
- キルダンガンスタッド（キルデア県）
- クールモアスタッド
- デリンズタウンスタッド（キルデア県）
- アイリッシュ・ナショナルスタッド（キルデア県）
- バリーリンチスタッド
- ブリッジハウススタッド
- クーラガウンスタッド
- ギルタウンスタッド
- グリーンツリースタッド
- ノックハウススタッド
- モーリスタウンラティンスタッド
- ロッセナッラスタッド
- スカーヴァハウススタッド
- タラスタッド

### フランス
- ケスネー牧場（ドーヴィル）
- ボネヴァル牧場
- シャルトルー牧場
- エトレアム牧場
- フレスネー・ル・ビュファール牧場
- オゲネ牧場
- グランシェスネー牧場
- ロジサンジェルマン牧場
- ロジ牧場
- メゼレー牧場
- ルブールシエル&モンターグ牧場
- サンヴォワール牧場
- グランカン牧場

### ドイツ
- フェアホフ牧場（ニーダーザクセン州）
- アウエンクヴェレ牧場
- エツェアン牧場
- イザールラント牧場
- カールスホフ牧場
- ツォッペンブロイヒ牧場

### イタリア
- レナッチーノ牧場（シエーナ）
- デラ・ベラルデンガ牧場
- ベスナーテ牧場
- マンドーリ牧場

### オーストラリア
- ウッドランズスタッド（ニューサウスウェールズ州）
- クールモア・オーストラリア（ニューサウスウェールズ州）
- ケルヴィンサイドスタッド（ニューサウスウェールズ州）
- ノースウッドパーク（ビクトリア州）
- パティナックファーム（ニューサウスウェールズ州）
- アローフィールドスタッド（ニューサウスウェールズ州）
- ベラミサラブレッズ（ニューサウスウェールズ州）
- ブルーガムファーム（ビクトリア州）
- エミレーツパークスタッド（ニューサウスウェールズ州）
- イライザパークスタッド（ビクトリア州）
- ハリロッジサラブレッズ（ビクトリア州）
- インディペンデントスタリオンズ（ビクトリア州）
- リンデンパークスタッド（ビクトリア州）
- ウッドサイドパークスタッド（ビクトリア州）
- ヴァイネリースタッド（ニューサウスウェールズ州）
- オークランズスタッド（クイーンズランド州）
- アクイスファーム（クイーンズランド州）

### ニュージーランド
- グリーンエーカーズスタッド
- ケンブリッジスタッド
- ハウヌイファーム
- パクストンパークスタッド
- リッチヒルスタッド
- ストーニーブリッジ
- ザ・オークススタッド
- トリローニースタッド
- ウェストベリースタッド
- ウィンザーパークスタッド
- ノヴァラパークスタッド

### アルゼンチン
- エルマリン牧場
- アボレンゴ牧場
- ビスナガ牧場
- マドルガダ牧場
- ケブラダ牧場
- ミシオン牧場

### チリ
- ダディンコ牧場
- マタンシジャ牧場
- プエルタ・デ・イェロ牧場
- サン・パトリシオ牧場
- ドンアルベルト牧場

### ブラジル
- エストレラ・エネルジア牧場
- サンタ・マリア・デ・アララス牧場
- アンダーソン牧場

### ペルー
- アリダー牧場
- バルロベント牧場
- エルセンタウロ牧場
- サンパブロ牧場
- ヒナ牧場

### ウルグアイ
- クアトロ・ピエドラス牧場
- ガヴロシュ牧場
- ドン・フリオ牧場
- ラコンコルディア牧場
- ラペッティ牧場

### 南アフリカ共和国
- アークアンシエルスタッド
- サマーヒルスタッド
- エイヴォントゥールエステイト
- ドラケンシュタインスタッドファーム
- ゲイリープレイヤースタッド
- ハイランズスタッド
- メインチャンスファーム
- ウィルガーボスドリフトスタッド
- マウリッツフォンテンスタッド

### トルコ
- カラジャベイスタッド
- マフムディエスタッド
- イズミト種馬場（ナショナルスタッド）

### その他
- エミレーツスタッド（アラブ首長国連邦・ドバイ）
- ナイフ・アルマスード・スタッド(サウジアラビア)
- プーナワラスタッドファーム(インド)
- クムアク牧場（大韓民国）
- ペキンロントウ牧場（中華人民共和国・北京）
- ミラグロ牧場（スペイン）
- セロ・プンタ牧場（パナマ）